# Duboko (Užice)
Pour les articles homonymes, voir Duboko.
Duboko (en serbe cyrillique : Дубоко) est un village de Serbie situé sur le territoire de la ville d'Užice, district de Zlatibor. Au recensement de 2011, il comptait 845 habitants.

## Démographie
| 1948 | 1953 | 1961 | 1971 | 1981 | 1991 | 2002 | 2011 |
| ---- | ---- | ---- | ---- | ---- | ---- | ---- | ---- |
| 967  | 979  | 970  | 881  | 918  | 888  | 847  | 845  |

|  |